# Лонгбоут Ки (Флорида)
Лонгбоут Ки (енгл. Longboat Key) град је у америчкој савезној држави Флорида. По попису становништва из 2010. у њему је живело 6.888 становника.

## Демографија
Према попису становништва из 2010. у граду је живело 6.888 становника, што је 715 (9,4%) становника мање него 2000. године.
| Група             | 2000.         | 2010.         |
| Белци             | 7.495 (98,6%) | 6.715 (97,5%) |
| Афроамериканци    | 5 (0,1%)      | 16 (0,2%)     |
| Азијати           | 33 (0,4%)     | 51 (0,7%)     |
| Хиспаноамериканци | 51 (0,7%)     | 73 (1,1%)     |
| Укупно            | 7.603         | 6.888         |